# Pseudococcus kosztarabi
Pseudococcus kosztarabi är en insektsart som beskrevs av Savescu 1984. Pseudococcus kosztarabi ingår i släktet Pseudococcus och familjen ullsköldlöss.
Artens utbredningsområde är Rumänien. Inga underarter finns listade i Catalogue of Life.